# Christian Petzold (compositore)
Christian Petzold (Königstein, 1677 – Dresda, 1733) è stato un compositore e organista tedesco.
Egli lavorò principalmente a Dresda e ottenne una eccellente reputazione durante la sua vita, ma i lavori pervenuti di Petzold sono pochi.
Solo negli anni settanta del XX secolo fu stabilito che il famoso Minuetto in sol maggiore, in precedenza attribuito a Johann Sebastian Bach, era opera propria di Petzold.

## Biografia
Petzold nacque a Königstein, nel 1677.
Dal 1703 Petzold lavorò come organista alla Chiesa di Santa Sofia (Sophienkirche) di Dresda e, nel 1709, divenne compositore e organista di camera della corte.
Visse una vita musicale molto attiva, girando per dare concerti, che lo portarono fino a Parigi (1714) e Venezia (1716).
Nel 1720, scrisse un brano per la consacrazione del nuovo organo Silbermann di Santa Sofia; la stessa cosa fece a Rötha, vicino a Lipsia, dove fu costruito un altro organo Silbermann.
Petzold lavorò anche come insegnante. Fra i suoi studenti vi fu Carl Heinrich Graun. 
Non si conosce molto sulla morte di Petzold. Solitamente si indica il 2 luglio 1733, sebbene il posto a corte lasciato da lui vacante fosse già stato assegnato il 22 giugno e una lettera per candidarsi a tale incarico (scritta da Christoph Schaffrath) è datata 2 giugno.
I suoi contemporanei ebbero grande stima per Petzold. Johann Mattheson e Ernst Ludwig Gerber lodarono entrambi le sue abilità, rispettivamente riferendosi a lui come "uno dei più famosi organisti" e "uno dei più piacevoli compositori di musica sacra dell'epoca".
Comunque, oggi si dispone solamente di pochi brani di Petzold.
Egli è ricordato soprattutto per un paio di minuetti che furono copiati nel 1725 nel Notenbüchlein für Anna Magdalena Bach, compilato da Anna Magdalena Bach e da suo marito Johann Sebastian Bach.
Uno di questi minuetti, il Minuetto in Sol maggiore (l'altro è in Sol minore), ebbe grande notorietà, ma per decenni fu attribuito a Johann Sebastian Bach.
La paternità di Petzold dell'opera fu stabilita solamente negli anni settanta del XX secolo.

## Opere principali

### Vocali
- Cantata Meine Seufzer, meine Klagen

### Ensemble
- tre sonate in trio
- due partite per viola d'amore

### Strumento solista
- Recueil de 25 concerts pour le clavecin (1729), 25 brani per clavicembalo
- Orgeltabulatur (1704), impostazioni corali per organo
- 11 fughe per organo o clavicembalo
- una suite e singoli brani per clavicembalo